# Freyini
Freyini è una tribù di ragni appartenente alla Sottofamiglia Aelurillinae della Famiglia Salticidae dell'Ordine Araneae della Classe Arachnida.

## Etimologia
Il nome del genere deriva da Freyja, divinità della mitologia norrena, considerata dea dell'amore, della fertilità e della seduzione e dal suffisso -ini, che indica l'appartenenza ad una tribù.

## Distribuzione
I 15 generi oggi noti di questa tribù sono diffusi prevalentemente in America centrale e meridionale; solo la Freya dyali è endemica del Pakistan e la Frigga crocuta è diffusa anche in Australia e nelle Isole Marchesi.

## Tassonomia
A maggio 2010, gli aracnologi sono abbastanza concordi nel suddividerla in 15 generi:
- Aphirape C. L. Koch, 1850 — America meridionale (8 specie)
- Capidava Simon, 1902 — America meridionale (7 specie)
- Chira Peckham & Peckham, 1896 — America centrale e meridionale (16 specie)
- Edilemma Ruiz & Brescovit, 2006 — Brasile (1 specie)
- Eustiromastix Simon, 1902 — America meridionale (11 specie)
- Freya C. L. Koch, 1850 — dall'America centrale all'America meridionale, Pakistan (31 specie)
- Frigga C. L. Koch, 1850 — dall'America centrale all'America meridionale, Australia (10 specie)
- Kalcerrytus Galiano, 2000 — America meridionale (15 specie)
- Nycerella Galiano, 1982 — dall'America centrale all'America meridionale (8 specie)
- Pachomius Peckham & Peckham, 1896 — dall'America centrale all'America meridionale (6 specie)
- Phiale C. L. Koch, 1846 — dall'America centrale all'America meridionale (35 specie)
- Sumampattus Galiano, 1983 — America meridionale (3 specie)
- Trydarssus Galiano, 1995 — America meridionale (2 specie)
- Tullgrenella Mello-Leitão, 1941 — America meridionale (13 specie)
- Wedoquella Galiano, 1984 — America meridionale (3 specie)